# Adis Husidić
Adis "Baggio" Husidić, född 19 maj 1987 i Velika Kladuša, Jugoslavien, är en amerikansk-bosnisk före detta fotbollsspelare.

## Klubbkarriär
Efter att ha spelat i University of Illinois, i Chicago, blev han 2009 draftad i andra rundan (20:e totalt) av Chicago Fire. Han gjorde sin debut 28 maj 2009 efter att ha blivit inbytt i en match mot Chivas USA. Hans första mål gjorde han 24 april 2010 mot Houston Dynamo.
Husidić fick dåligt med speltid under 2011 års säsong vilket ledde till att Chicago valde att inte förlänga hans kontrakt. Efter att ha blivit draftad av Colorado Rapids 12 december 2011 valde Husidić att istället flytta till Sverige och Hammarby IF. Efter säsongen 2013 blev det klart att Husidić tillsammans med Mattias Adelstam och Billy Schuler lämnade Hammarby.
Den 7 mars 2019 meddelade Husidić att han avslutade sin karriär.